# Clientis Spar- und Leihkasse Thayngen
Die Clientis Spar- und Leihkasse Thayngen ist eine in der Gemeinde Thayngen und Umgebung verankerte, 1895 gegründete Schweizer Regionalbank. Neben ihrem Hauptsitz verfügt sie in Merishausen seit der 1996 erfolgten Übernahme und vollständigen Integration der dortigen Spar- und Leihkasse über einen zweiten Standort.
Ihr Tätigkeitsgebiet liegt traditionell in den Bereichen Hypothekarfinanzierungen, Zahlen, Anlegen und Vorsorge, Private Banking sowie Bankgeschäfte mit kleinen und mittleren Unternehmen.
Die Spar- und Leihkasse Thayngen ist als selbständige Regionalbank der Entris Holding AG angeschlossen. Innerhalb der Entris Holding AG gehört sie zur Teilgruppierung der Clientis Banken.